# Alimmainen Vuottojärvi
Alimmainen Vuottojärvi eller Alimainen Vuottojärvi är en sjö i Finland. Den ligger i kommunen Kajana i landskapet Kajanaland, i den centrala delen av landet, 400 km norr om huvudstaden Helsingfors. Alimmainen Vuottojärvi ligger 187 meter över havet. I omgivningarna runt Alimmainen Vuottojärvi växer i huvudsak blandskog. Den är 1,8 meter djup. Arean är 45,3 hektar och strandlinjen är 5,33 kilometer lång. Sjön  ingår i Uleälvens huvudavrinningsområde. 